# Міжнародна патентна класифікація
Міжнародна патентна класифікація (скор. МПК, англ. International Patent Classification) — ієрархічна система патентної класифікації, що була створена відповідно до Страсбурзької угоди про міжнародну патентну класифікацію 1971 року і з того часу регулярно оновлюється Комітетом Експертів, що складається із представників країн-учасниць цієї угоди, а також спостерігачів від інших організацій.
Опублікованим патентам усіх країн-учасниць, а також патентним документам більшості інших країн, надається принаймні один класифікаційний номер, що вказує на предмет, якого стосується винахід. Патентному документу можуть надаватися і додаткові класифікаційні та індексаційні номери з метою уточнити його зміст та спростити наступний пошук.
МПК є засобом для однакового в міжнародному масштабі класифікування патентних документів. Основним призначенням МПК є полегшення пошуку аналогічних технічних рішень. У зв'язку з цим МПК розроблена і повинна використовуватися таким чином, щоб однакові технічні рішення класифікувалися однаково, і, отже, могли бути знайдені в одному і тому ж місці системи класифікації.
Перші сім видань МПК виходили з інтервалом приблизно у п'ять років. Починаючи з восьмого видання, що набуло чинності 1 січня 2006 року, класифікація була розділена на «базовий» та «поглиблений» рівні. Базовий рівень оновлювався з інтервалом раз на три роки, поглиблений — приблизно раз на три місяці. Базовий рівень охоплював лише найбільш великі рубрики МПК: розділи, класи, підкласи та основні групи (~ 18 000 рубрик). Кожна редакція базового рівня позначалась роком набрання чинності цією редакцією. Поглиблений рівень, повністю охоплював рубрики базового рівня, та являв собою його деталізацію, що містить відповідно всі підгрупи МПК (~ 70 тис. рубрик). Кожна нова версія поглибленого рівня МПК позначалась роком і місяцем набрання чинності цією версією, наприклад МПК 2008.01. Починаючи з 1 січня 2011 року поділ Класифікації на базовий і поглиблений рівні було припинено і кожна нова версія МПК позначається роком і місяцем набрання чинності цією версією, наприклад МПК-2011.01. Діюча версія — МПК-2019.01 — набрала чинності 1 січня 2019 р.

## Структура
МПК охоплює всі галузі знань, об'єкти яких можуть підлягати захисту охоронними документами. Повний індекс МПК містить такі складові: розділ — клас — підклас — групу — підгрупу.

### Розділ (A..H)
МПК поділена на вісім розділів.
- Індекс розділу — кожен розділ позначений великою буквою латинського алфавіту від А до Н.
- Тема розділу лише приблизно відображає його зміст. Розділи мають наступні назви:

А: Задоволення життєвих потреб людини: B: Різних технологічних процесів; транспортування: C: Хімія; металургія: D: Текстиль; папір: E: Будівництво; гірнича справа: F: Механіка; освітлення; опалення; двигуни та насоси; зброя; боєприпаси; вибухових робіт: G: Фізика: H: Електрика
- Зміст розділу. У змісті до кожного розділу вміщено перелік класів і підкласів, що до нього відносяться.
- Підрозділ. Всередині розділів родинні класи також умовно об'єднуються в підрозділи, що не позначаються індексами. Наприклад, у розділі А є підрозділи: сільське господарство, харчові продукти і тютюн, предмети споживання, здоров'я та розваги, а у розділі G є підрозділи: прибори; ядерна фізика і техніка і прилеглі до них галузі науки.

### Клас (01..99)
Кожен розділ ділиться на класи.
- Індекс класу складається з індексу розділу і двозначного числа. Наприклад: A 01, G 06
- Тема класу відображає зміст класу. Наприклад: A 01 сільське господарство; лісове господарство; тваринництво; полювання і вилов тварин; рибальство і рибництво; G 06 обробка даних; обчислення; рахунок.
- Покажчик змісту класу: деякі класи забезпечені коротким переліком тематики, що до них належить.

### Підклас (A..Z)
Кожен клас містить один або більше підкласів.
- Індекс підкласу складається з індексу класу і великої літери латинського алфавіту. Наприклад: A01 B
- Тема підкласу з максимальною точністю визначає зміст підкласу. Наприклад: A 01 B Обробка ґрунту в сільському і лісовому господарстві; Вузли, деталі і приладдя сільськогосподарських машин і знарядь.
- Покажчик змісту підкласу: деякі підкласи забезпечені коротким переліком тематики, що до них належить.

### Групи, підгрупи (1..9999 / 00..999999)
Кожен підклас розбитий на підрозділи, які надалі іменуються групами. Серед них розрізняють основні групи і підгрупи.
- Індекс групи МПК складається з індексу підкласу, за яким слідують два числа, розділені похилою рискою.
- Індекс основної групи складається з індексу підкласу, за яким слідує одно-, дво- або тризначне число, похила риска і два нулі. Наприклад, A01B 1/00
- Текст основної групи визначає область техніки, яка вважається доцільною для проведення пошуку. В МПК текст і індекси основних груп виділені жирним шрифтом. Наприклад: A01B 1/00 Ручні знаряддя.
- Індекс підгрупи. Підгрупи утворюють рубрики, підлеглі основній групі. Індекс підгрупи складається з індексу підкласу, за яким слідує одно-, дво- або тризначне число основної групи, якій підпорядкована дана підгрупа, похила риса і, принаймні, дві цифри, крім 00. Наприклад: A01B 1/02, G06F 3/03. Примітка: Кожну третю або четверту цифру після похилої риси слід розуміти як подальший десятковий поділ попередньої цифри. Звідси випливає, що, наприклад, підгрупа з індексом 3/426 повинна стояти після підгрупи 3/42, але перед підгрупою 3/43; або підгрупа з індексом 5/1185 повинна знаходитися після підгрупи 5/118, але перед підгрупою 5/119.
- Текст підгрупи розуміється завжди в межах обсягу її основної групи і визначає тематичну область, в якій вважається найбільш доцільним проведення пошуку. Перед текстом підгрупи ставиться одна або більше точок, які визначають ступінь її підпорядкованості, тобто вказують на те, що підгрупа є рубрикою, підпорядкованою найближчій вищестоячій рубриці, надрукованій з меншим зрушенням, тобто що має на одну точку менше. Наприклад:

A01B 1/00 Ручні знаряддя
1/24. для обробки галявин або газонів: Текст підгрупи 1/24 повинен розумітися так: «Ручне знаряддя для обробки галявин або газонів».
Важливо: ієрархічні відносини між підгрупами визначаються завжди лише кількістю точок, що стоять перед текстом підгруп, а не присвоєними їм індексами.